# Marco Wieser (Fußballspieler, 2001)
Marco Wieser (* 12. September 2001) ist ein österreichischer Fußballspieler.

## Karriere
Wieser begann seine Karriere beim SC Röthis. Im März 2018 spielte er erstmals für die Reserve von Röthis in der achthöchsten Spielklasse. Im Mai 2018 debütierte er für die erste Mannschaft in der viertklassigen Vorarlbergliga. Bis zum Ende der Saison 2017/18 kam er zu drei Einsätzen. In der Saison 2018/19 absolvierte er 21 Spiele und traf dreimal. Mit Röthis stieg er zu Saisonende in die neu geschaffene Eliteliga Vorarlberg auf. In der COVID-bedingt abgebrochenen Spielzeit 2019/20 kam er 16 Mal zum Zug. In der ebenfalls abgebrochenen Saison 2020/21 spielte er siebenmal in der Eliteliga. In der Saison 2021/22 erzielte der Angreifer zwölf Tore in 27 Einsätzen.
In der Saison 2022/23 kam er bis zur Winterpause zu zwölf Einsätzen, in denen er sechsmal traf. Im Jänner 2023 wechselte Wieser zum Zweitligisten FC Dornbirn 1913. Sein Debüt in der 2. Liga gab er dann im März 2023, als er am 18. Spieltag der Saison 2022/23 gegen den SK Rapid Wien II in der 86. Minute für Sebastian Santin eingewechselt wurde. Insgesamt kam er für Dornbirn zu 16 Einsätzen, in denen er aber ohne Torerfolg blieb. Im Februar 2024 kehrte er zum Regionalligisten Röthis zurück.